# NGC 3311
NGC 3311 (również PGC 31478) – galaktyka eliptyczna (E-S0), znajdująca się w gwiazdozbiorze Hydry. Została odkryta 30 marca 1835 roku przez Johna Herschela. Gromada ta należy do Gromady w Hydrze.